# Bajo Ebro
El Bajo Ebro (oficialmente en catalán, Baix Ebre) es una comarca española, situada en la provincia de Tarragona, Cataluña. 
Forma parte de las Tierras del Ebro y limita al sur con las comarcas del Montsiá, al noroeste con la Tierra Alta, al norte con la comarca de la Ribera de Ebro y la del Bajo Campo y al oeste con el Matarraña en la provincia de Teruel. Con la denominación de Bajo Ebro se puede hacer referencia también, de forma genérica, tanto a la  comarca del Bajo Ebro como a la del Montsiá, ya que ambas son las que ocupan la zona más baja de la cuenca del Ebro, incluido el delta. La capital comarcal es Tortosa que a su vez es el municipio más extenso y poblado. En la comarca se encuentra el Monte Caro que con 1447 metros es la máxima altura de la provincia.

## Geografía

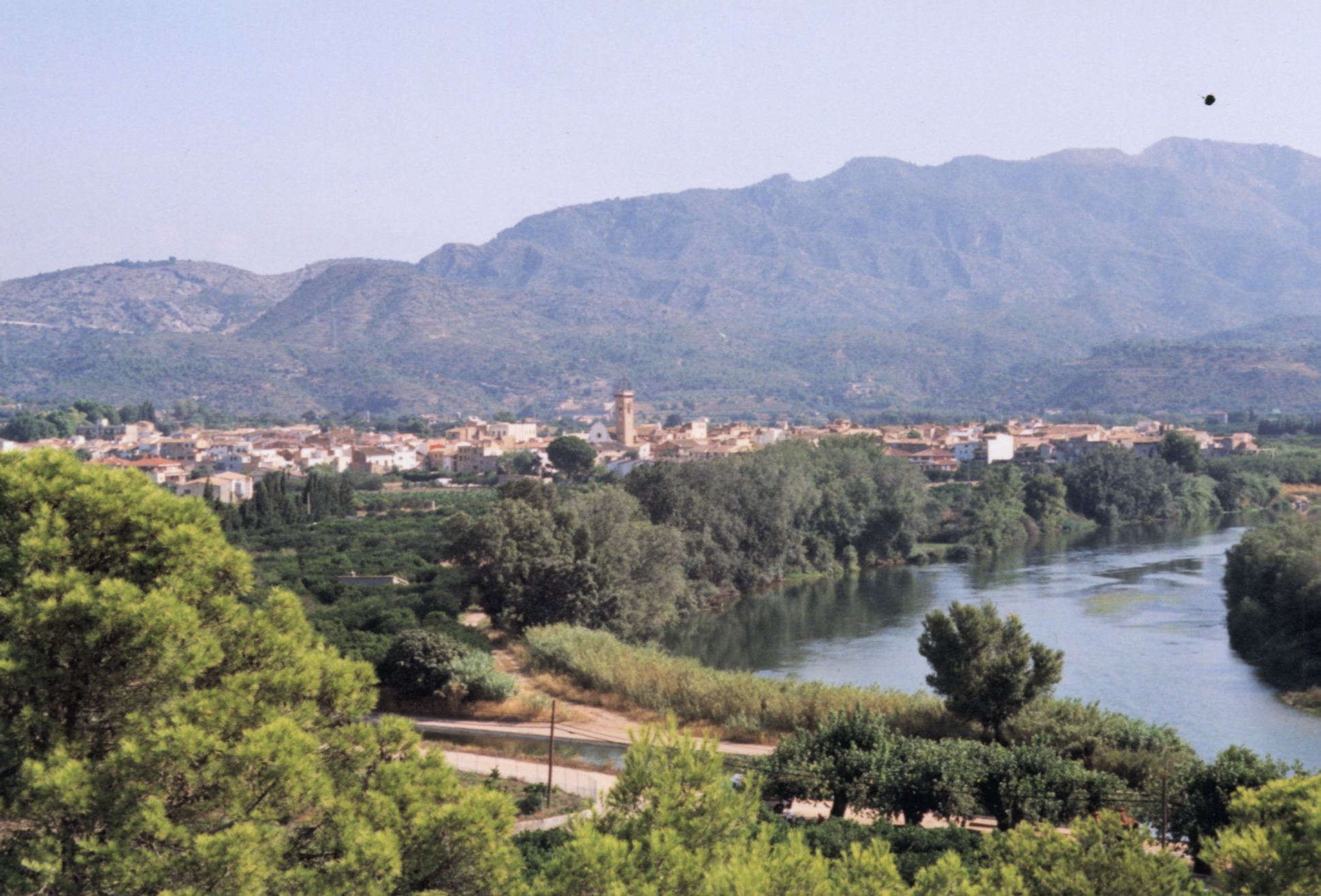
El río Ebro en Cherta.

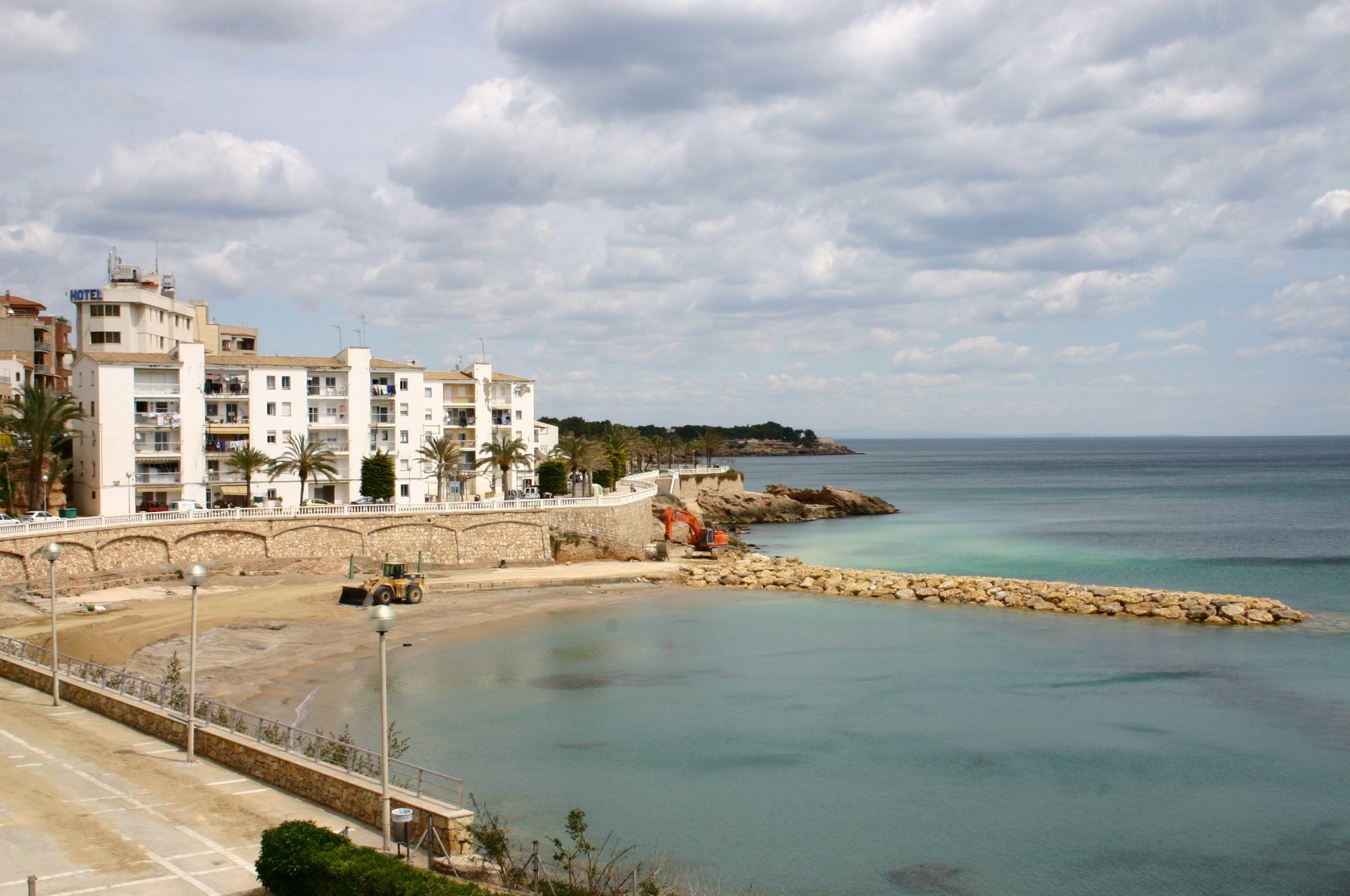
La Ametlla de Mar.

La comarca tiene una extensión de 1002,7 km² y una población de 81 724 habitantes (2009). La forman 14 municipios y su capital administrativa es Tortosa.
Las características del paisaje de esta comarca son el curso bajo del río Ebro y su hemidelta, el izquierdo, así como las sierras de Cardó-Boix, Cavalls y Pàndols, y la de los Puertos, con el Mont Caro (1442 m), el pico más alto de la demarcación.
Los pueblos del interior de la comarca se caracterizan por su casco antiguo, dentro del cual se conserva cierta parte de la arquitectura popular. Por otra parte, los pueblos situados al borde del mar mantienen un cierto aire marinero dentro del casco antiguo. Y los pueblos de creación más reciente son los que encontramos en territorio deltaico.
El Bajo Ebro alberga dos parques naturales: el parque natural de Los Puertos y el parque natural del Delta del Ebro, dos parajes de gran riqueza paisajística, natural y animal.

### Clima
El clima del Bajo Ebro es mediterráneo. La precipitación media anual varía entre los 550 mm y 600 mm en buena parte de la comarca, si bien, en las cumbres de los Puertos alcanza los 900 mm. Los máximos se dan en otoño y los mínimos en verano, sobre todo en la costa. Los inviernos son fríos en montaña y suaves en el Delta del Ebro, con medias que van de los 5 °C a 11 °C, dándose los valores más bajos en montaña, y los veranos calurosos, entre los 20 °C y 25 °C de media, comportando una amplitud térmica anual media.
Toda la comarca queda abierta al mar. A pesar de la presencia de las montañas de la Cordillera Prelitoral, que dejan a salvo las llanuras, el viento que más caracteriza la comarca es el mistral o sereno, conocido como viento de arriba o del noroeste. Es un viento seco que puede soplar con fuerza, por lo que alrededor de algunos cultivos se han plantado hileras de cipreses para protegerlos. La madrugada, o viento de abajo, del sudeste, es húmedo y normalmente poco intenso. El de levante, del este o noreste, pueden soplar con violencia y provocar tormentas intensas.

## Economía

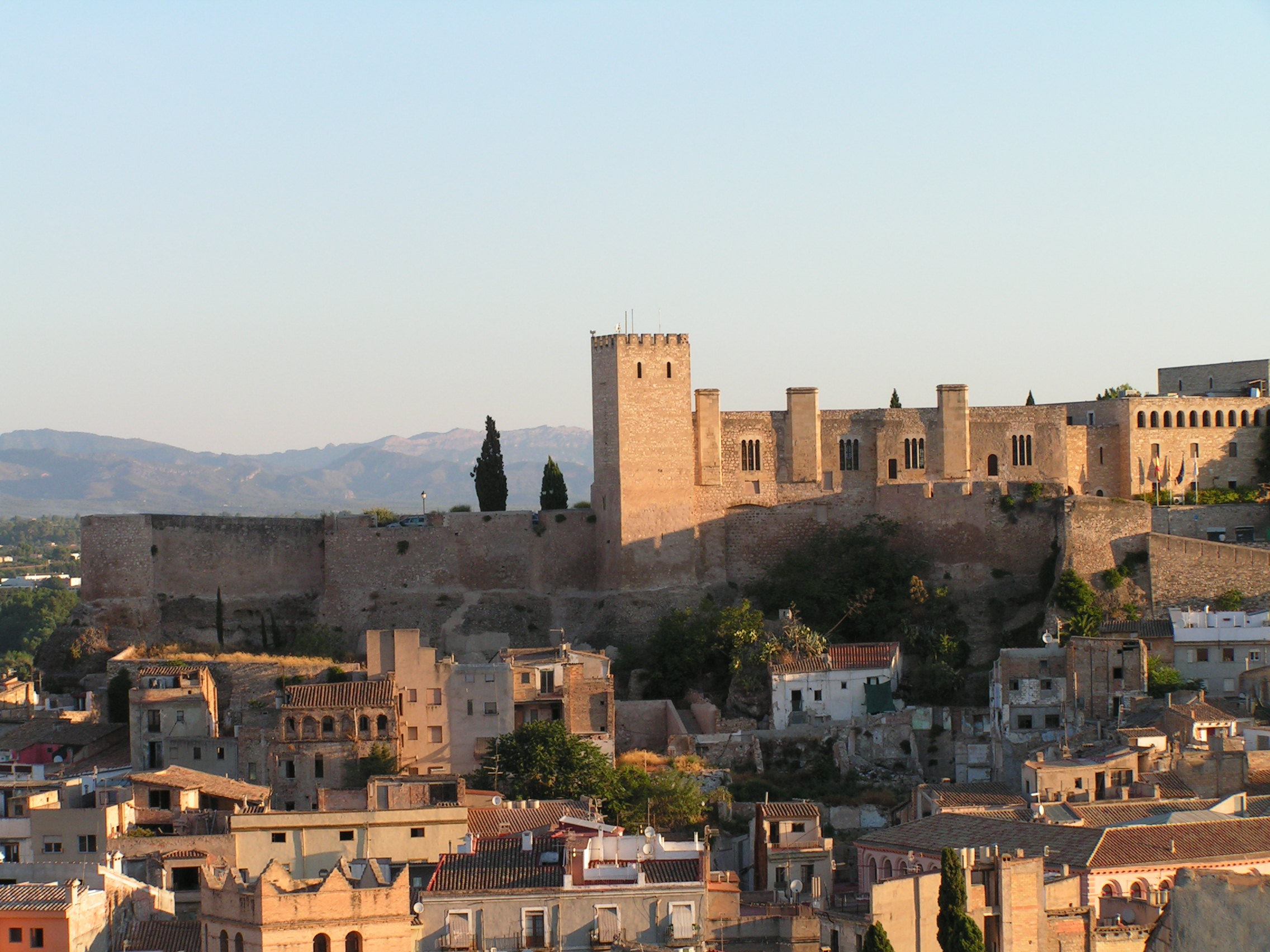
Tortosa, la capital comarcal.

Al rico sector primario (agrícola, ganadero y pesquero) se le une un tejido industrial y de empresas de servicios que se ubican en los diversos polígonos industriales existentes: el polígono industrial Baix Ebre (Campredó-Tortosa), el polígono industrial Cataluña Sur (La Aldea-Tortosa), de reciente construcción, y el polígono industrial Venta Nova de Camarles, además de otros como el polígono Pla de la Estación (Roquetes-Tortosa) o el polígono Las Molines de Deltebre. Tortosa es un importante centro agrícola, comercial e industrial. La base económica del Bajo Ebro es la agricultura y ganadería. Hay una cierta actividad industrial, localizada sobre todo entre Tortosa y el delta. Los servicios y las actividades turísticas, aunque es un sector en crecimiento y que cada vez ocupa a más personas.

### Agricultura
La agricultura ha sido y es la base actual de la economía de la comarca. Casi la mitad de la superficie comarcal está cultivada. Este porcentaje puede parecer bajo si no se tiene presente que el Bajo Ebro incluye un amplio sector de montaña, tanto de los Puertos de Beceite como de las sierras de Cardó y del Boix, donde no hay cultivos. En el resto sí, sobre todo en el delta y la llanura de pie de montaña.
De las tierras cultivadas una tercera parte es de regadío, gracias al agua del Ebro. Más de la mitad del regadío es arroz. En el delta es el cultivo dominante. A los entornos de Jesús y María y La Cava, en los bordes del curso del Ebro y entre Camarles y Amposta hay sobre todo hortalizas. Los frutales se localizan cerca de Jesús y María y La Cava y a lo largo de la llanura aluvial.
Las hortalizas más cultivadas son la alcachofa, el tomate, el melón, la zanahoria, la judía verde, la lechuga, el guisante y la cebolla. Actualmente muchas hortalizas son cultivadas en invernaderos, de cara a producir verduras frescas durante todo el año y evitar que las heladas las dañen. También se protegen del viento, en especial del sereno o mistral, con hileras de cipreses plantados, abundantes en el sector de contacto del delta con el resto del continente.
El Bajo Ebro y el Montsiá son las dos grandes comarcas hortícolas de Cataluña, hecho facilitado por la topografía plana del delta, por la abundancia del agua disponible, por la fertilidad de los suelos y por la existencia de un clima moderado con heladas escasas.

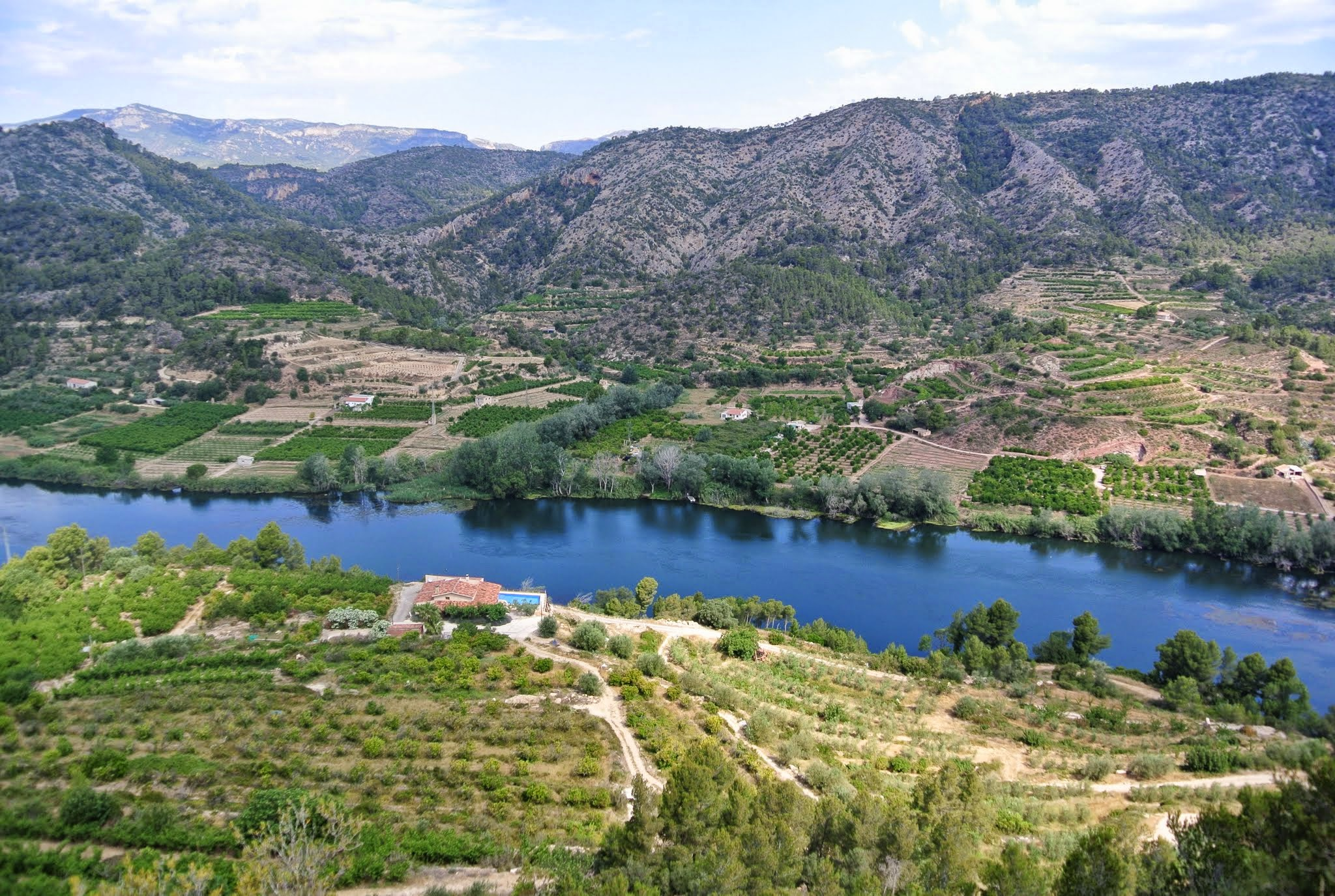
Cultivos en Benifallet.

Los frutales tienen un lugar destacado en el regadío. De la fruta dulce destaca el melocotonero. El resto son cítricos: mandarina, naranja y clementina.
En secano hay un predominio total de los cultivos leñosos. Los cereales ocupan una superficie reducida. Más de tres cuartas partes del secano está actualmente ocupado por el olivo. El Bajo Ebro es la comarca catalana con más olivares. Su superficie ha disminuido un poco, pero no tanto como en las comarcas del interior como Las Garrigas, donde han sido abandonados o arrancados numerosos olivares. En el Bajo Ebro, parte de los trabajos del campo en el cultivo del olivo han podido ser mecanizados.
Le sigue en importancia el algarrobo, que ha sufrido un fuerte abandono en los últimos año, debido al escaso interés de su fruto. El algarrobo era empleado antes para la alimentación de los animales de tiro, como los caballos, que han sido sustituidos por tractores. Su utilización para la fabricación de piensos o el uso de la semilla del algarrobo en la industria química no ha sido un aliciente económico suficiente para el mantenimiento del cultivo del algarrobo en numerosas explotaciones. Poca importancia tienen el cultivo de la vid y del almendro, que ocupan superficies reducidas.

## Municipios
| Municipio                 | Población (2005) | Municipio                            | Población (2005) |
| ------------------------- | ---------------- | ------------------------------------ | ---------------- |
| La Aldea (L'Aldea)        | 4530             | Aldover                              | 968              |
| Alfara (Alfara de Carles) | 399              | La Ametlla de Mar (L'Ametlla de Mar) | 7688             |
| La Ampolla (L'Ampolla)    | 3606             | Benifallet                           | 771              |
| Camarles                  | 3609             | Cherta (Xerta)                       | 1277             |
| Deltebre                  | 12 316           | Pauls                                | 602              |
| Perelló (El Perelló)      | 3378             | Roquetas (Roquetes)                  | 8333             |
| Tivenys                   | 914              | Tortosa                              | 34 734           |

## Política
La institución encargada de dirigir algunos organismos de alcance comarcal es el denominado Consell Comarcal de el Baix Ebre. La elección de los consejeros de la institución se lleva a cabo mediante elecciones desde 1987 por un mandato de 4 años. 